# Renan (football, 1990)
Pour les articles homonymes, voir Renan.
Renan Soares Reuter, plus connu sous le nom de Renan, est un footballeur brésilien né le 12 décembre 1990 à Nova Trento, au Brésil. Actuellement à SC Corinthians, dans le championnat du Brésil, il joue au poste de gardien.

## Biographie

### Carrière en club
En mai 2007, à l'âge de 16 ans, Renan a rejoint le centre de formation d'Avaí. Dans la même année que celle de son arrivée au club, il a commis une faute disciplinaire et a été exclu. Quatre mois après, Renan a voulu revenir et se racheter, le club basé à Florianópolis a alors décidé de lui donner une seconde chance. Il a su la saisir, et environ un an plus tard, lors de la Coupe des moins de 18 ans de São Paulo de janvier 2009, il a été l'un des piliers de l'équipe qui a atteint les demi-finales, où elle a été éliminée par Corinthians, vainqueur du tournoi, durant la séance de tirs au but.
Le premier match de Renan avec l'équipe professionnelle d'Avaí s'est déroulé le 31 octobre 2009, en Coupe de Santa Catarina (victoire 2-0 à l'extérieur contre Figueirense). Il a eu ensuite l'occasion de disputer plusieurs matchs lors du Championnat de Santa Catarina 2010, le club ayant décidé de faire tourner l'effectif pour mieux préparer les joueurs aux multiples compétitions qu'ils vont disputer en 2010. Un choix qui s'avèrera payant, puisque Avaí a remporté ce championnat. Renan ayant disputé 6 matchs, il gagne le premier titre de sa carrière.
Renan a débuté l'année 2010 en tant que troisième gardien d'Avaí derrière Zé Carlos, le titulaire, et Paes, sa doublure. À la suite du départ de celui-ci vers Beira-Mar, l'entraîneur Péricles Chamusca a promu Renan second gardien. Mais à la suite d'une légère blessure de Zé Carlos au début du championnat brésilien, et d'un intérim qui a convaincu le nouvel entraîneur Antônio Lopes, Renan est devenu le titulaire indiscutable de l'équipe.
Depuis son premier match professionnel, Renan a enchaîné une série d'invincibilité de 16 matchs, avec 12 victoires et 4 nuls. Cette série a pris fin le 18 août 2010, lors d'une défaite 1-0 face à Santos au Stade Ressacada en match retour de Copa Sudamericana. Malgré cette défaite, Avaí a pu se qualifier pour les huitièmes de finale, puisque le club avait gagné 3-1 au match aller au Stade Pacaembu.

### Carrière en sélection
Le 26 juillet 2010, Renan a été convoqué par Mano Menezes, le nouveau sélectionneur de l'équipe nationale du Brésil, pour un match amical se déroulant le 10 août face aux États-Unis au Meadowlands Stadium (victoire brésilienne 2-0).
Même s'il n'est pas entré en jeu durant ce match, cette première convocation de Renan avec les auriverde fut particulière à plus d'un titre. Tout d'abord, c'est la première fois qu'un joueur évoluant dans un club de l'État de Santa Catarina est appelé en Seleção.
Renan est aussi le joueur ayant joué le moins de matchs professionnels lors de sa convocation avec la sélection brésilienne. En effet, au 26 juillet 2010, le gardien d'Avaí n'avait que 14 matchs professionnels à son actif, mais avec 10 victoires et 4 matchs nuls, il n'avait jamais connu la défaite.
Après l'annonce de la convocation de Renan, Avaí a tenu à rendre hommage à son joueur, en confectionnant pour lui un maillot jaune avec des décorations vertes, qu'il a porté le 1er août 2010 en championnat brésilien lors de la victoire 4-1 face à Goiás.

## Palmarès
Avaí
- Championnat de Santa Catarina : 2010